# ديميتر بريس
ديميتر بريس هي مؤسسة نشر أكاديمية غير ربحية أنثوية يقع مقرها الرئيسي في أونتاريو في كندا. وتأسست عام 2006 بواسطة أندريا أورايلي، وتركز على موضوع الأمومة كما أنها تجري شراكة مع مبادرة الأمومة للبحوث والمشاركة المجتمعية (MIRCI)، التي كانت تسمى فيما سبق جمعية البحوث عن الأمومة في جامعة يورك. وقد سميت بهذا الاسم تكريمًا للإلهة ديميتر.

## وصلات خارجية
- Official website